# Neurociencia y la inteligencia

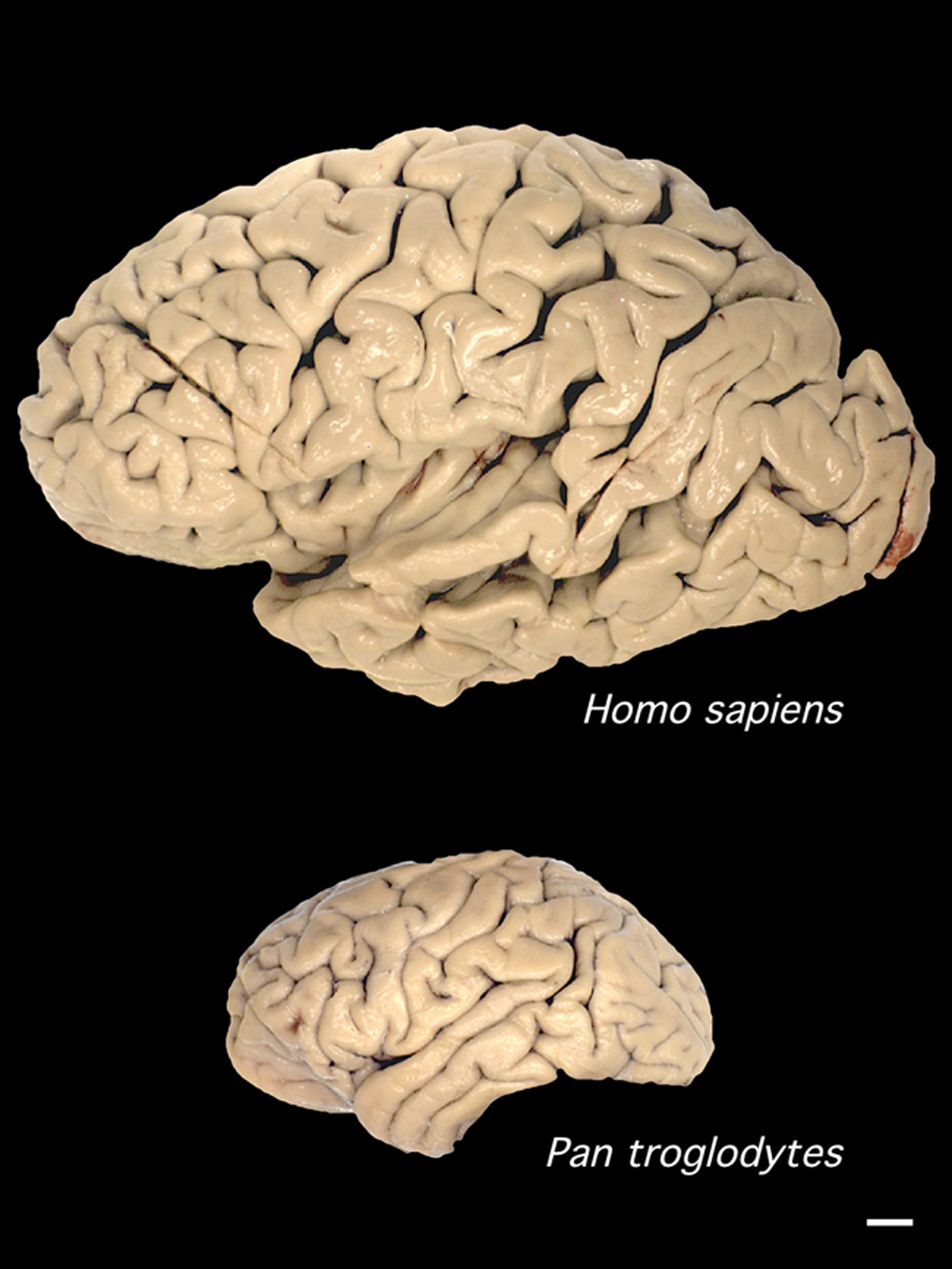
Comparación de un cerebro humano y un chimpancé

La neurociencia y la inteligencia refiere a varios factores neurológicos que son en parte responsables por las variaciones en inteligencia dentro o entre especies diferentes. Una gran cantidad de investigación en esta área esta centrada en la base neurológica de la inteligencia humana, e históricamente muchos de estos métodos consistieron en correlacionar parámetros externos de la cabeza, por ejemplo, circunferencia de cabeza a la inteligencia. Medidas post mortem de peso y volumen cerebrales también han sido usados. Metodologías más recientes se enfocan en examinar correlatos de la inteligencia dentro del cerebro viviente usando técnicas como imágenes de resonancia magnética, resonancia magnética funcional, electroencefalografía, tomografía de emisión de positrones y otras medidas no invasivas de estructura y actividad cerebral. 
Investigadores han podido identificar correlatos de inteligencia dentro del cerebro y su funcionamiento. Estos incluyen volumen cerebral general, volumen de materia gris, volumen de materia blanco, integridad de materia blanco, espesor cortical, y eficiencia neural.  

## Humanos

### Volumen Cerebral
En general, tamaños y volúmenes cerebrales más grandes son asociadas con mejor funcionamiento cognitivo e inteligencia más alta. Las regiones específicas que más median la inteligencia, y demuestran las correlaciones más fuertes entre volumen cerebral e inteligencia, son el lóbulo frontal, temporal, y parietal del cerebro. Es más, un volumen cerebral más alta esta asociada con dendritas más largas, facilitando la comunicación entre neuronas, una corteza más gruesa, y potenciales de acción más rápidos consecuencialmente causando que el seguimiento de información en neuronas piramidales sea más eficiente.